# Miklavž na Dravskem polju
Miklavž na Dravskem polju je urbanizirano naselje z okoli 4.000 prebivalci, ki živijo na le 5 kv. km na robu mestnega območja Maribora. Leži na Dravskem polju na desnem bregu Drave oz. dravski terasi. Skozenj poteka pomebna cesta, ki povezuje Avstrijo s Hrvaško. Je tudi središče istoimenske Občine Miklavž na Dravskem polju, ki je bila ustanovljena leta 1998 in obsega še naselja: Dobrovce, Dravski Dvor in Skoke. 
V kraju so osnovna šola, vrtec, gasilski dom, kulturni dom, zdravstveni dom, pošta in banka ter najstarejši slovenski aeroklub Letalski center Maribor. Na šoli se šola okoli 630 učencev in na njej uči okoli 60 učiteljev.

## Lega
Miklavž na Dravskem polju leži v celoti na Dravskem polju. Dravsko polje na zahodu meji na Pohorje, na skrajnem severozahodu na Dravsko dolino, na severu in vzhodu na Slovenske gorice, na jugu pa postopoma prehaja v Ptujsko polje.

## Zgodovina
Na tem območju so odkrili številne ostanke iz rimskih časov, med drugim rimske gomile. Del rimskih spomenikov so uporabili kot temelje za kasnejšo cerkev.
Miklavž je prvič pisno omenjen leta 1202 kot naselje dokaj premožnih kmetov. Sredi 16. stoletja so v kraju zgradili prvi vodni mlin, ki je stal ob Miklavškem ribniku.
Staro jedro leži na robu terase nad staro strugo Drave, kjer se je že v srednjem veku razvilo naselje ob kapelici, ki so jo postavili splavarji, ki so tam po Dravi splavarili les. Iz kapelice se je postopoma gradila cerkev, okoli cerkve pa je raslo naselje. Cerkev so začeli gradit v 16. stoletju. Zgrajena je v romanskem slogu, gradja pa je bila končana leta 1662. Leta 1778 je cerkev dobila renesančni oltar.
Ob koncu 18. stoletja je v neposredni bližini cerkve začela delovati prva šola.
Leta 1885 je bila v Miklavžu zgrajena prva gostilna, imenovana Pri stari lipi. V bližini je bil tudi studenec, ki je služil kot vir pitne vode za tista gospodinjstva, ki niso imela svojega studenca.
Leta 1951 so člani aerokluba začeli graditi športno letališče v naselju Skoke: hangar, travnato stezo, ravnati zemljišče in graditi vse pomožne objekte. Leta 1953 se je aeroklub Letalski center Maribor preselili iz letališča Tezno v Mariboru v Skoke. Domačini so od takrat ponosni na svoje letališče in je del identitete kraja, saj jih veliko tudi aktivno leti v klubu.
Novejši del kraja se je razvil na obeh straneh glavne ceste in do dovodnega kanala hidroelektrarne Zlatoličje.

### Dvorec
Prva omemba dvorca sega v 15. stoletje. V 17. stoletju so ga tedanji lastniki Herbersteini dogradili. Uporabljali so ga predvsem v času lovskih pohodov.

## NOB
Okupator je 10. avgusta 1941 v bližini ustrelil skupino 6 sodelavcev in organizatorjev osvobodilnega gibanja. V letih 1943 in 1944 je okupator na tem območju odkril in uničil nekaj pomembnih postojank NOB.